# Pierrefitte-sur-Aire
Pierrefitte-sur-Aire település Franciaországban, Meuse megyében. Lakosainak száma 306 fő (2022. január 1.). Pierrefitte-sur-Aire Courouvre, Fresnes-au-Mont, Lahaymeix, Longchamps-sur-Aire, Nicey-sur-Aire és Raival községekkel határos.

## Népesség
A település népességének változása:
| Lakosok száma | 238  | 170  | 218  | 247  | 301  | 309  | 316  | 326  | 319  | 306  |
|               | 1968 | 1982 | 1990 | 2006 | 2013 | 2015 | 2017 | 2019 | 2020 | 2022 |